# Afeganistão nos Jogos Olímpicos de Verão de 2024
Afeganistão participou dos Jogos Olímpicos de Verão de 2024, realizados em Paris, na França. Foi a 16.ª aparição do país nos Jogos Olímpicos desde a estreia em Berlim 1936.
Foi representado por seis atletas que competiram em quatro esportes, mas nenhum conquistou medalhas. O envolvimento de atletas afegãos em Paris de 2024 foi organizado pelo Comitê Olímpico Internacional (COI), pelo Comitê Olímpico Nacional Afegão em exílio e pelas federações esportivas individuais. O COI não permitiu que autoridades do talibã, que reassumiu o controle do país em 2021, participassem das Olimpíadas e apenas reconhece o CON afegão como representante dos atletas afegãos. Todos os atletas da delegação moram e treinam fora do país devido ao exílio imposto pelo governo talibã, especialmente mulheres.

## Competidores
Esta foi a participação por modalidade nesta edição:
| Esporte   | Masculino | Feminino | Total |
| --------- | --------- | -------- | ----- |
| Atletismo | 1         | 1        | 2     |
| Ciclismo  | 0         | 2        | 2     |
| Judô      | 1         | 0        | 1     |
| Natação   | 1         | 0        | 1     |
| Total     | 3         | 3        | 6     |

## Desempenho

### Atletismo
- Q = Qualificado para a próxima fase
- q = Qualificado para a próxima fase como o perdedor mais rápido ou, em eventos de campo, pela posição sem atingir o alvo para qualificação
- N/A = Fase não aplicável para o evento
- Bye = Atleta não precisou disputar aquela fase

Masculino
Eventos de pista
| Atleta                | Evento | Preliminar | Preliminar | Baterias    | Baterias    | Semifinal   | Semifinal   | Final       | Final       | Ref.  |
| Atleta                | Evento | Tempo      | Pos.       | Tempo       | Pos.        | Tempo       | Pos.        | Tempo       | Pos.        | Ref.  |
| --------------------- | ------ | ---------- | ---------- | ----------- | ----------- | ----------- | ----------- | ----------- | ----------- | ----- |
| Sha Mahmood Noor Zahi | 100 m  | 10.64      | 4          | Não avançou | Não avançou | Não avançou | Não avançou | Não avançou | Não avançou | [ 8 ] |

Feminino
Eventos de pista
| Atleta        | Evento | Preliminar | Preliminar | Baterias    | Baterias    | Semifinal   | Semifinal   | Final       | Final       | Ref.  |
| Atleta        | Evento | Tempo      | Pos.       | Tempo       | Pos.        | Tempo       | Pos.        | Tempo       | Pos.        | Ref.  |
| ------------- | ------ | ---------- | ---------- | ----------- | ----------- | ----------- | ----------- | ----------- | ----------- | ----- |
| Kamia Yousufi | 100 m  | 13.42      | 9          | Não avançou | Não avançou | Não avançou | Não avançou | Não avançou | Não avançou | [ 9 ] |

### Ciclismo

#### Estrada
Feminino
| Atleta         | Evento             | Tempo    | Pos. | Ref.   |
| -------------- | ------------------ | -------- | ---- | ------ |
| Fariba Hashimi | Corrida em estrada | 4:10:47  | 75   | [ 10 ] |
| Yulduz Hashimi | Corrida em estrada | DNF      | DNF  | [ 11 ] |
| Yulduz Hashimi | Contrarrelógio     | 44:29.13 | 26   | [ 11 ] |

### Judô
Masculino
| Atleta                | Evento    | Primeira fase        | Segunda fase               | Oitavas              | Quartas              | Semifinais           | Repescagem           | Final / DB           | Final / DB | Ref.   |
| Atleta                | Evento    | Adversário Resultado | Adversário Resultado       | Adversário Resultado | Adversário Resultado | Adversário Resultado | Adversário Resultado | Adversário Resultado | Pos.       | Ref.   |
| --------------------- | --------- | -------------------- | -------------------------- | -------------------- | -------------------- | -------------------- | -------------------- | -------------------- | ---------- | ------ |
| Mohammad Samim Faizad | Até 81 kg | Bye                  | AUT W Borchashvili D 00–11 | Não avançou          | Não avançou          | Não avançou          | Não avançou          | Não avançou          | =17        | [ 12 ] |

### Natação
Masculino
| Atleta       | Evento     | Eliminatórias | Eliminatórias | Semifinal   | Semifinal   | Final       | Final       | Ref.   |
| Atleta       | Evento     | Tempo         | Pos.          | Tempo       | Pos.        | Tempo       | Pos.        | Ref.   |
| ------------ | ---------- | ------------- | ------------- | ----------- | ----------- | ----------- | ----------- | ------ |
| Fahim Anwari | 50 m livre | 27.14         | 63            | Não avançou | Não avançou | Não avançou | Não avançou | [ 13 ] |